# Martinho
Martinho Alberto Thauzene znany jako Martinho (ur. 27 września 1999 w Beirze) – mozambicki piłkarz grający na pozycji środkowego obrońcy. Od 2023 jest zawodnikiem klubu AVS Futebol SAD, do którego jest wypożyczony z Black Bulls.

## Kariera klubowa
Swoją karierę piłkarską Martinho rozpoczął w klubie UP Manica. W 2018 roku zadebiutował w jego barwach w pierwszej lidze mozambickiej. W połowie roku przeszedł do Black Bulls. Wraz z nim wywalczył mistrzostwo Mozambiku w sezonie 2021, dwa wicemistrzostwa Mozambiku w sezonach 2022 i 2023 oraz zdobył Puchar Mozambiku w 2023. W 2023 wypożyczono go do portugalskiego drugoligowego AVS Futebol SAD.

## Kariera reprezentacyjna
W reprezentacji Mozambiku Martinho zadebiutował 2 czerwca 2021 w wygranym 5:0 towarzyskim meczu z Lesotho, rozegranym w Maputo.